# Synsphyronus dorothyae
Synsphyronus dorothyae är en spindeldjursart som beskrevs av Harvey 1987. Synsphyronus dorothyae ingår i släktet Synsphyronus och familjen gammelekklokrypare. Inga underarter finns listade i Catalogue of Life.